# Jonathan Gruber

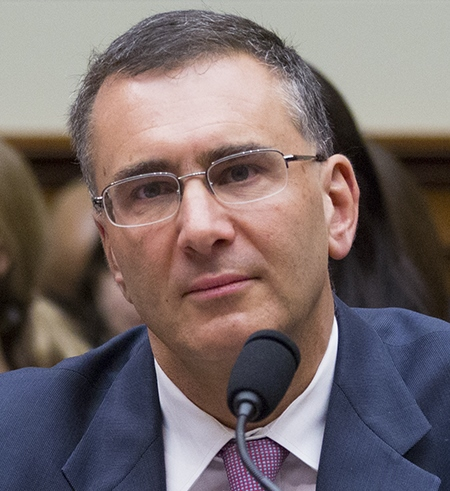
Jonathan Gruber

Jonathan Holmes Gruber (* 30. September 1965) ist ein amerikanischer Wirtschaftswissenschaftler.

## Leben
Aufgewachsen im wohlhabenden Ridgewood (New Jersey) – sein Vater war Professor an der Stern School of Business – studierte Gruber Volkswirtschaftslehre am Massachusetts Institute of Technology, wo er in die Studentenvereinigung Phi Beta Kappa aufgenommen wurde und ein Stipendium der National Science Foundation erhielt. Nach seinem Abschluss 1987 als Bachelor of Science promovierte Gruber mit einem Stipendium der Sloan-Stiftung an der Harvard University; seinen Abschluss als Ph.D.  
1992 erhielt er mit einer Dissertation über Strukturwandel in der Krankenversicherung. Von dort kehrte Gruber ans MIT zurück, zunächst als Assistant Professor und ab 1995 als Associate Professor. Von 1995 bis 1997 war er Sloan Research Fellow. 1997 wurde er an der Hochschule zum ordentlichen Professor berufen, zwischen 2006 und 2008 leitete er die Fakultät für Wirtschaftswissenschaft mit. 
Grubers Forschungsschwerpunkte liegen in den Bereichen Finanzwissenschaft mit Fokus auf öffentliche Finanzen und Gesundheitsökonomie. Dabei publizierte er insbesondere diverse Fachartikel zu staatlichen Eingriffen, Förderungsmaßnahmen und Regulierungsvorhaben, etwa zu Tabaksteuern oder zum US-Gesundheitsfürsorgeprogramm Medicaid. 
Ab 1992 war Gruber Research Fellow am National Bureau of Economic Research. Von 1996 bis 2009 leitete er das dortige Forschungsprogramm für Kinder; seit 2009 ist er Direktor des Forschungsprogramms zur Gesundheitsvorsorge. Gruber ist Mitherausgeber diverser Fachpublikationen und sitzt im wissenschaftlichen Beratungskomitee des Center for American Progress.
Seit 2008 ist er gewähltes Mitglied der American Academy of Arts and Sciences.
Gruber war ein Fürsprecher der Gesundheitsreform von 2010 der Obama-Regierung. Da er zeitgleich einen mit 297.000 US-Dollar dotierten Vertrag zur Unterstützung seiner Forschungsarbeit mit dem US-Gesundheitsministerium hatte, sahen hier insbesondere konservative Kommentatoren einen Interessenkonflikt. Unter anderem Paul Krugman, der ihn zu den bedeutendsten Gesundheitsökonomen zählt, verteidigte ihn jedoch in der Sache.

## Preise und Ehrungen
- 2009: Doug-Purvis-Preis (mit Michael Baker und Kevin Milligan)
- 2006: Inaugural Medal der American Society of Health Economists[5]
- 2003: Richard-Musgrave-Preis (mit Peter R. Orszag)[6]

## Werke
Die folgende Auflistung gibt von Gruber verfasste oder herausgegebene Bücher wieder, zudem hat er zahlreiche Zeitschriftenartikel und Arbeitspapiere verfasst.
- Social Security and Retirement Around the World (Hrsg. mit David A. Wise, 1999)
- Risky Behavior Among Youth: An Economic Analysis (Hrsg., 2001)
- Social Security Programs and Retirement Around the World: Micro Estimation (mit David A. Wise, 2004)
- Public Finance and Public Policy (1. Auflage 2005, 2. Auflage 2007, 3. Auflage 2010, 4. Auflage 2013)
- The Fiscal Implications of Social Security Reform Around the World (mit David A. Wise, 2007)
- The Problems of Disadvantaged Youth – An Economic Perspective (2009)
- Health Care Reform: What it is, Why it's Necessary, How it Works (2011)